# Paulo Bertran
Paulo Bertran Wirth Chaibub (Anápolis, 21 de octubre de 1948 – Goiânia, 2 de octubre de 2005) fue economista e historiador de la región central de Brasil, especialmente del Distrito Federal y Goiás.
Fue profesor en la Universidad de Brasilia, en el Centro Universitário de Brasília, en la Pontifícia Universidade Católica de Goiás y en la Universidad Federal de Goiás.
Publicó 12 libros, entre los cuales se destaca Historia de la Tierra y del Hombre en la Meseta Central.
Fue miembro de la Academia de Letras de Brasilia y Ciudadano de Brasília, por beca de la Cámara Legislativa del Distrito Federal.
Además, fundó en Brasília el Memorial de las Edades Brasileñas, un museo al aire libre que hoy se llama Memorial Paulo Bertran.

## Biografía
Nacido en Anápolis de origen multiétnico, era licenciado en Economía por la Universidad de Brasilia. Tuvo formación adicional en historia y planificación en la Universidad de Estrasburgo, en Francia. Se dedicó a la historia colonial de la región central de Brasil, especialmente del lugar donde se ubicaría Brasilia.
Fue profesor en la Universidad de Brasilia, en el Centro Universitário de Brasília, en la Pontifícia Universidade Católica de Goiás y en la Universidad Federal de Goiás.
Escritor, con artículos publicados en periódicos, revistas y publicaciones especializadas. Fundador y primer editor de la Revista Cultural "DF Letras", suplemento cultural de la Gaceta de la Cámara Legislativa del Distrito Federal.

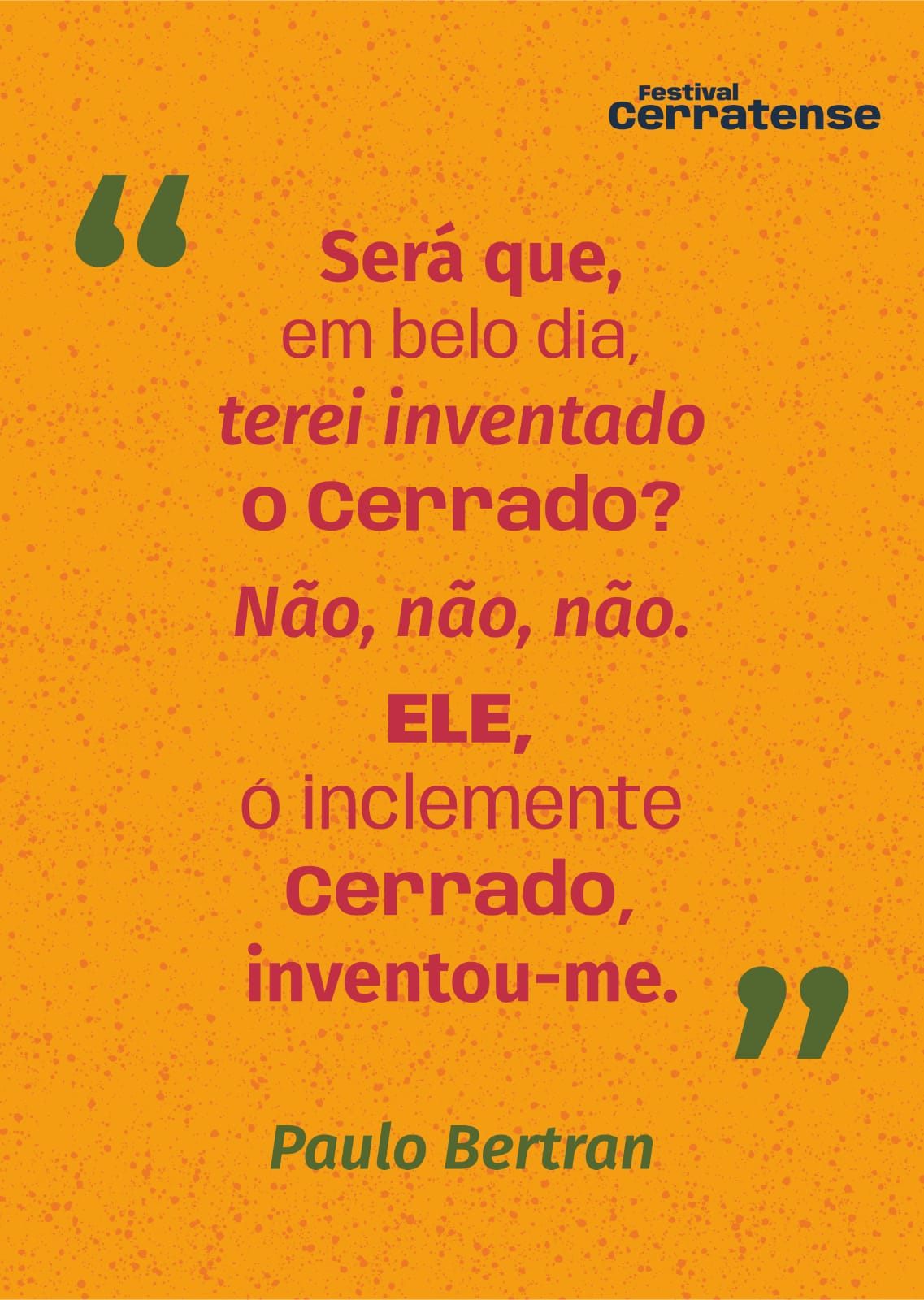
Cartel del festival Cerratense, creado por Paulo Bertran.

Agricultor y especialista en la construcción de viviendas de barro y adobe, recuperando técnicas constructivas coloniales, con un diseño innovador y de mínimo impacCiudad de to ambiental. Durante la Conferencia de la ONU Río-92, presentó la exposición "Vivienda Ambiental en el Cerrado Brasileño".
Autor de estudios que hicieron posible que la Ciudad de Goiás se convierta en Patrimonio de la Humanidad, por la UNESCO, de Corumbá de Goiás, por el Instituto do Patrimonio Histórico e Artístico Nacional (IPHAN), del Monumento Jaurú, en Cáceres, Mato Grosso, y del conjunto Art Déco de Goiania. Fue asesor representante de la región Centro-Oeste en el Consejo del IPHAN.
El introdujo el concepto de Ecohistoria en la historiografía brasileña moderna. Escribió sobre la historia económica del Centro-Oeste, la historia de la tierra y del hombre de la Meseta Central, recuperó la historia de Niquelândia, sobre el paso de la Columna Prestes por el centro geográfico del país, dio una lectura literaria tono de la historia de la ciudad de Goiás, descrita por él así: "La ciudad de Goiás, considerando la genealogía histórica de las antiguas capitales brasileñas, es el ejemplo más perfecto que existe hoy de un linaje, de una Morfología y cultura urbana que ha escapado a toda clasificación: antigua ciudad del interior del Cerrado. Sencilla, heretógena, íntima, despojada. Mimética, como la sabana circundante y las diferentes ventanas a través de las cuales nos mira."
Según un texto publicado en el diario Correio Braziliense, con motivo de su muerte, "era un investigador que se ensuciaba las botas, vagaba por las profundidades del altiplano, se empapaba de los encantos del cerrado y quedaba encantado por la población ancestral que hasta el día de hoy vive en zonas rurales escondidas." Ana Miranda describió que "el libro de Bertran me reveló otro pasado del Altiplano Central, que yo imaginaba sólo como vías pecuarias, corrales, pero estaba lleno de pueblos, colonizadores, ninfas del campo, indios, expediciones, sacerdotes, tragedias, sesmarias, minería, tesoros, comer..."
En reconocimiento a su labor como ambientalista, Paulo Bertran nombró un nuevo tipo de vainilla brasileña, Vanilla Bertrani.
Miembro titular de la Academia de Letras de Brasilia, de la Academia de Letras y Artes de Planalto, de la Academia de Letras de Pirenópolis, del Instituto Histórico y Geográfico del Distrito Federal, del Instituto Histórico y Geográfico de Goiás y del Instituto Histórico y Geográfico de São Paulo.
Ciudadano de Brasilia, por concesión de la Cámara Legislativa del Distrito Federal. Ciudadano de Niquelândia, otorgado por la Cámara Legislativa del Municipio de Niquelândia. Ciudadano Vilaboense, otorgado por la Cámara Municipal de la Ciudad de Goiás. Comendador de la "Orden del Mérito Anhanguera", máximo título honorífico del Estado de Goiás.
Obtuvo varios premios, entre ellos: Premio Literario del Instituto Nacional del Libro, con motivo del lanzamiento del libro "Introducción a la Historia Económica del Centro-Oeste de Brasil", en 1988; Premio Clio de Historia, de la Academia de Historia de São Paulo, con motivo del lanzamiento del libro "Historia de la Tierra y del Hombre en el Planalto Central - Ecohistoria del Distrito Federal, del Indígena al Colonizador", en 1995 y Trofeo Amália Hermano, del Consejo de Cultura del Estado de Goiás, en 2000.
La biblioteca de la Cámara Legislativa del Distrito Federal se llama Biblioteca Paulo Bertran. Una de las tres bibliotecas del Centro Cultural Oscar Niemeyer, en Goiânia, también se llama Biblioteca Paulo Bertran.
Paulo Bertran acuñó el término Cerratense, que designa al “pueblo del Cerrado”, término celebrado por crear una identidad simbólica para las personas que viven en el Ecorregión del Cerrado.
Redescubridor de la Ciudad de Piedra de Pirenópolis, la ciudad de piedra más grande del país, descrita originalmente en 1871 por el médico y naturalista francés François Henry Trigant des Genettes, quien informó haber descubierto "en los Pirineos la Ciudad Perdida de los Atlantes, cubriendo una gran extensión de terreno, con muros a modo de fortificaciones, amplias calles y plazas, a lo largo de las cuales observó ruinas muy erosionadas de estatuas, templos gigantes, teatros, palacios, residencias, tumbas..." Paulo Bertran reconoce que la exageración del médico francés se debió a que, en ese momento, no existían instrumentos que permitieran diferenciar las ruinas arqueológicas de los fenómenos naturales.
Recuperó los hitos del Camino General del Sertón, mencionado en documentos de los siglos XVII y XIX, que atravesaba Brasil de este a oeste, de Bahía a Mato Grosso, que conectaba Salvador con la ciudad de Goiás y cruzaba el norte del Distrito Federal.
Realizó una investigación exploratoria en Serra Dourada, en la ciudad de Goiás, en vísperas de los problemas de salud que provocaron su muerte.

## Publicaciones

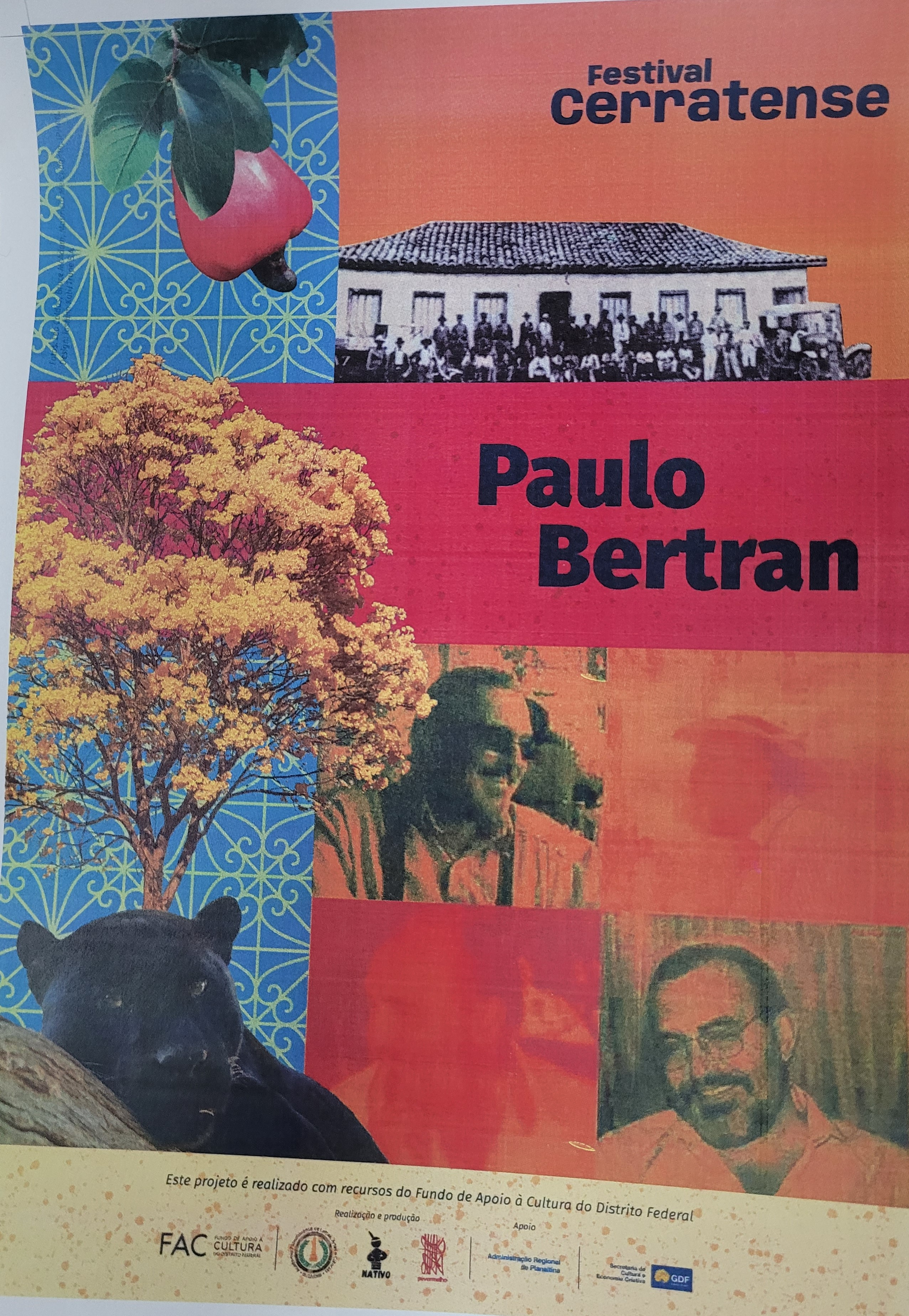
Cartel del festival Cerratense, creado por Paulo Bertran.

Aclamado como autor que escribió Historia con gusto literario, publicó los siguientes libros:
- Formación Económica de Goiás (1979): primer libro del autor, prevé cuestiones que se volverían centrales en obras posteriores, como la importancia del Cerrado para el contexto económico y la historia indígena.
- Introducción a la Historia Económica del Centro-Oeste de Brasil: Concebida en 1982, como una ampliación del estudio de la "Formación Económica de Goiás".
- Memoria de Niquelândia (1985): Ensayo en 14 capítulos sobre la región de Niquelândia y la Corte de Traíras, la más rica del siglo XVIII de la entonces Capitanía de Goiás.
- Historia de la Tierra y del Hombre en la Meseta Central: De la historia geológica a la formación del Cerrado, pasando por la ocupación prehistórica. Insignia en la región de Brasilia. Los descubrimientos de oro del siglo XVIII. Rayas, minas, sesmarias y caminos coloniales. Obra en 18 capítulos, con 3 ediciones, de Solo Editors, Verano Editor y la editorial Universidade de Brasília.
- Noticias Generales de la Capitanía de Goiás (1997): La historia más antigua conocida del Planalto Central, rescatada por Paulo Bertran en el archivo de la Biblioteca Nacional y Ultramarina de Lisboa. El primer volumen contiene la historia de los campamentos, haciendas y minas en el umbral de la decadencia del oro, además de la descripción geográfica de las capitanías y caminos coloniales. El segundo volumen publica informes de época, a veces de autores desconocidos. Ambos volúmenes están precedidos por un análisis de Paulo Bertran.
- Historia de Niquelândia (1998): Edición revisada y actualizada del libro Memoria de Niquelândia.
- Cerratenses (1998): Libro de poesía.
- Memorial de las Edades de Brasil (2004): Escrito en coautoría con Graça Fleury, la pequeña obra resume los fundamentos de la historia geológica, la ecohistoria del Cerrado y la prehistoria que guiaron la creación del Memorial de las Edades de Brasil, en Brasilia. También sirve como síntesis para visitantes y jóvenes estudiosos interesados en el arte rupestre brasileño.
- Goiás: 1722-2022 (organizador) (2002): Colección organizada en colaboración con Nasr Chaul. Busca llenar el vacío de una obra global sobre el Estado de Goiás, pero que también incluye sus partes regionales, sin ser una tesis universitaria o una obra de ficción. Dividido en dos partes: la primera trata de geología, cerrado, historia, sociología y economía. La segunda de las memorias regionales: los cuatro puntos cardinales del Estado de Goiás. Además, mención expresa de Chapada dos Veadeiros, Pirineus y Cidade de Goiás. Colaboración de Carmo Bernardes. Edición bilingüe altamente ilustrada. Promovido por la Agencia de Cultura de Goiana Pedro Ludovico Teixeira y el Gobierno del Estado de Goiás. Fue el regalo oficial del Estado de Goiás a los visitantes nacionales y extranjeros.
- Ciudad de Goiás: Patrimonio de la Humanidad. Orígenes. (2004) Libro con texto de Paulo Bertran y fotografías de Rui Faquini. La ciudad de Goiás, entonces recientemente reconocida como Patrimonio de la Humanidad por la UNESCO, se describe en los frentes histórico, político y cultural. Desde la fundación de la antigua capital, Vila Boa de Goyaz, hasta los años 30. Al final del libro, Paulo Bertran analizó el cambio de la capital a Goiânia y su relación con los cambios de Rio de Janeiro a Brasília y de Ouro Preto a Belo Horizonte.
- Palmeiras de Goiás: Primer Siglo (2005): Libro conmemorativo del primer centenario de la ciudad de Goiás, sus orígenes y hechos destacables: contextualización del antiguo Povoado do Alemão en la ruta de los bandeirantes y las dificultades superadas por los exploradores de las tierras remotas, que a menudo eran inhóspitas. Obra realizada por Graça Fleury.
- Campo Abierto Sertón (2007, publicación póstuma): Libro de poemas completos. Obra realizada por Graça Fleury. Contenido del libro, según lo describe Paulo Bertran: "Deben ser unos treinta años de poesía general y, al organizar el libro, media docena de temas pidieron ser vinculados en entidades mitad electivas y mitad cuánticas, que se convierten en los capítulos. de este libro, subdividido en cuatro volúmenes. En el primero, mis viajes, reales o metafóricos, sin renunciar al cetro que nos ocupa. En el segundo, mi vida de historiador, profesión malsana por convivir con tantos muertos, además de la disciplina de la verosimilitud. Por eso, lo templé con mucho sexo, para distraerme, y no a ti, lector curioso y voluptuoso. En el tercero, mi vida de campesino, mi encuentro con la naturaleza del Cerrado y todo lo que me trajo "Me la granja Assombrado en las nubes y el aire. Cuarto y último capítulo del libro, acepté mis afectos, muchos casi castos. Al final del libro, coloqué tres apéndices de poemas para personas que también son sensibles a la naturaleza y la literatura, como yo Las ilustraciones que elegí para el libro son de Gustave Doré, un viejo artista francés del siglo XIX que me presentó mi abuelo y que todavía están ahí, como reliquias transversales de mi librería y de mi vida. Bienvenido, querido y voluptuoso lector, a mi intimidad y desnudez."

## La leyenda del oro de Urbano
La Ruta Urbana del Oro, fechada en 1749, es uno de los documentos más antiguos de la región del Distrito Federal y del Altiplano Central. Fue escrito por el bandeirante Urbano do Couto Menezes, quien supuestamente descubrió una fabulosa mina de oro al norte de Brasilia, un registro publicado por Paulo Bertran en el libro Historia de la Tierra y del Hombre en la Meseta Central. Todos los accidentes geográficos mencionados por Urbano son reconocibles en el paisaje actual del Distrito Federal y sus alrededores, excepto - por supuesto - los últimos, en las cercanías de la famosa mina.

## Memorial Paulo Bertran

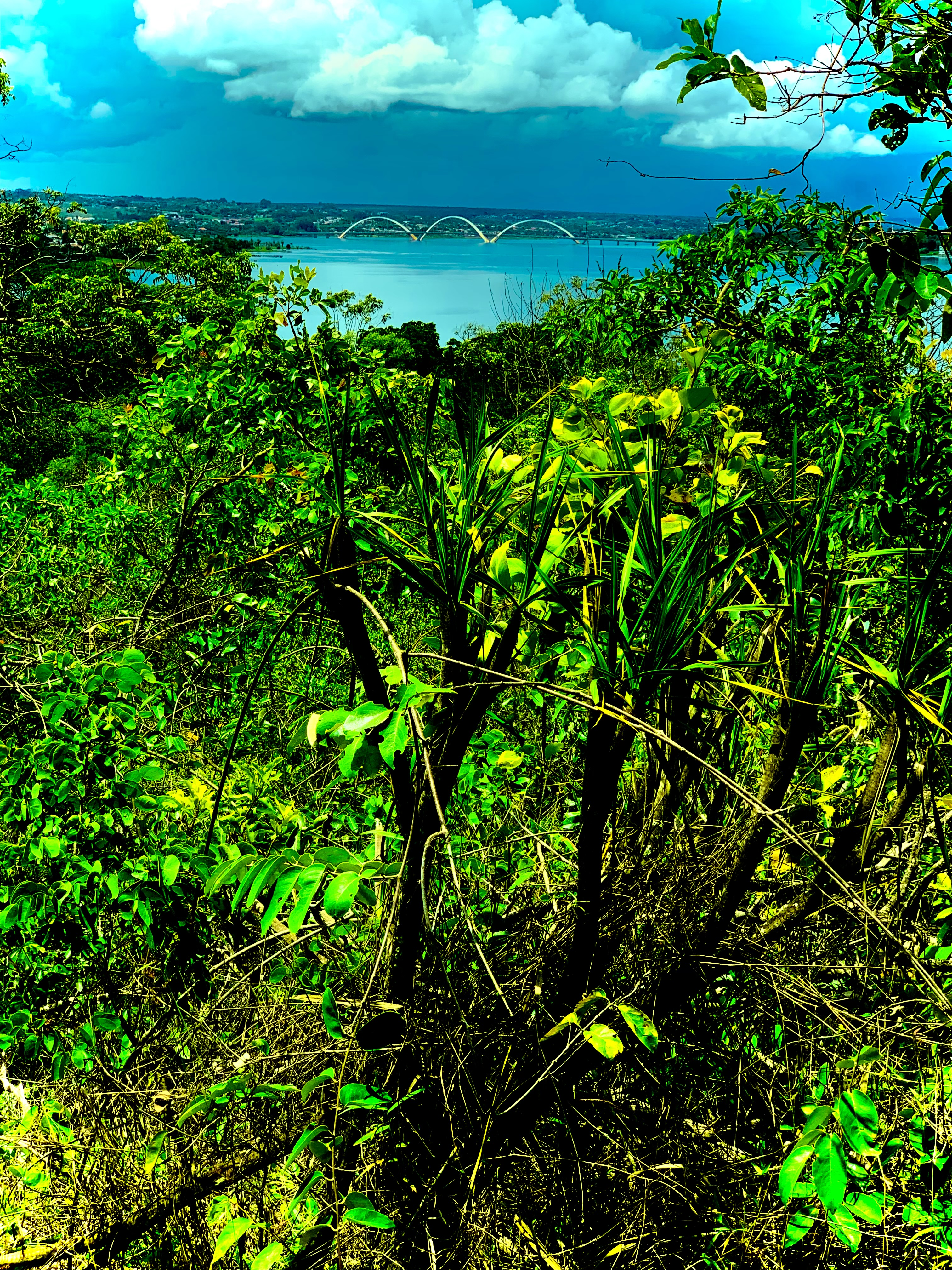
Canela de Ema y Puente Juscelino Kubitschek, vistas desde el Memorial Paulo Bertran, en Brasilia.

En 2003, Paulo Bertran creó en Brasilia, junto con Maria das Graças Fleury Curado, el Memorial de las Edades Brasileñas y el Instituto Bertran Fleury, presidido
por él hasta su muerte.
Bertran reprodujo las principales pinturas rupestres brasileñas en rocas muy antiguas, en una zona preservada del cerrado, con vistas al lago Paranoá, en Brasilia.
El nombre original del pabellón abierto en el que Bertran recibió a estudiantes e investigadores para el paseo sobre las rocas pintadas se llamaba Memorial de las Épocas Brasileñas. El nombre hacía referencia, en primer lugar, a la edad geológica, que se basa en el gran conjunto de rocas ennegrecidas y que hace mil millones de años constituía el fondo de un extenso mar que se extendía por casi todo el Distrito Federal, hasta el Alto Paraíso de Goiás, en Chapada dos Veadeiros. La segunda Era descrita por el nombre, que data de hace 45 a 60 millones de años, es el surgimiento del Cerrado, considerado por los botánicos como la principal vegetación de América del Sur. Existe un rastro de especies nativas identificadas en el sitio. La tercera Edad es la del Hombre, que pudo haber llegado a Brasil hace unos 50 mil años, de donde se reproducen allí sus pinturas prehistóricas más antiguas.
Según un informe del Correio Braziliense, "la vocación de Bertran por indagar en la antigüedad más antigua lo llevó a crear, en el Sector de las Palacetes del Lago Norte, el Memorial de las Edades Brasileñas, un museo al aire libre, que registra la historia de la formación de la Meseta Central, geológica, de la formación del Cerrado y de la llegada del hombre a este piso altiplánico. Bertran hizo colorida poesía con la tierra del muro de 150 metros de largo, que quedó de la excavación para retirar la arena durante la construcción. de Brasilia. Para contar la historia de la llegada del hombre a Brasil, Bertran reprodujo a gran escala pinturas rupestres encontradas en 25 estados brasileños que datan de hace 10 mil años. El resultado es una pared lúdica que seduce a los niños con pinturas de una época ancestral.
Después de la muerte del historiador, el lugar de Brasilia pasó a llamarse Memorial Paulo Bertran. Maria das Graças Fleury Curado, su viuda, fundó el Memorial Paulo Bertran en Cidade Goiás, preservando una parte considerable de su colección y recibiendo turistas y estudiosos.

## Familia
Se casó con Sulamita Costa Wirth Chaibub en 1972. Se casó con Ana Sudária Lemos Serra en los años 90. Finalmente, se casó con Maria das Graças Fleury Curado, con quien vivió hasta su muerte. Dejó tres hijos: João Frederico Bertran Wirth Chaibub (1975), Maria Paula Costa Bertran (1980), profesora de la Universidad de São Paulo, y André Gustavo Machado Bertran (1987).